# Center (Basketball)
Der Center (dt. Mitte) ist eine von fünf Positionen im Basketball. Im Deutschen sind auch die Bezeichnungen Innenspieler, Centerspieler und gemäß der üblichen Bezifferung die Zuordnung als Position fünf gebräuchlich. Im Englischen wird der Center auch post player oder big man genannt.
Der Center ist Teil des Frontcourts, zu dem auch die Positionen Small Forward und Power Forward gehören. Er ist meist der größte und körperlich stärkste Spieler einer Basketball-Mannschaft. Traditionelle Center in der NBA hatten oft eine Größe von etwa sieben Fuß (2,13 Meter).

## Aufgaben und Spielweise
Ursprünglich bezog der Center im Angriff „meistens eine Anspielposition an der Grenze des Freiwurfraumes, mit dem Rücken zum Korb“, die Aufgaben des Centers beschränkten sich oft auf das Spiel in der Zone, also direkt unter dem Korb. Der Center versuchte aufgrund der Nähe zum Korb, Rebounds – also Abpraller vom Brett oder vom Ring – zu holen, sowie im Angriff nach einem Rebound oder einem Anspiel Punkte zu erzielen. Im klassischen Innenspiel steht der Center oft mit dem Rücken zum Korb und verschafft sich eine gute Position, indem er „aufpostet“ – also den Gegner mit dem eigenen Körper wegdrückt beziehungsweise auf diese Weise den Ball abschirmt. Auch in der Verteidigung steht der Center häufig direkt unter dem Korb. Durch seine Präsenz in der Zone erschwert er das Ziehen (der gegnerischen Flügel- und Aufbauspieler) zum Korb.
Ein Center, der auch regelmäßig Distanzwürfe nimmt, wird im Englischen auch als Stretch five bezeichnet, was wörtlich übersetzt einen Center, der „das Spielfeld weitet“ oder „breiter macht“, bedeutet.

## Geschichte

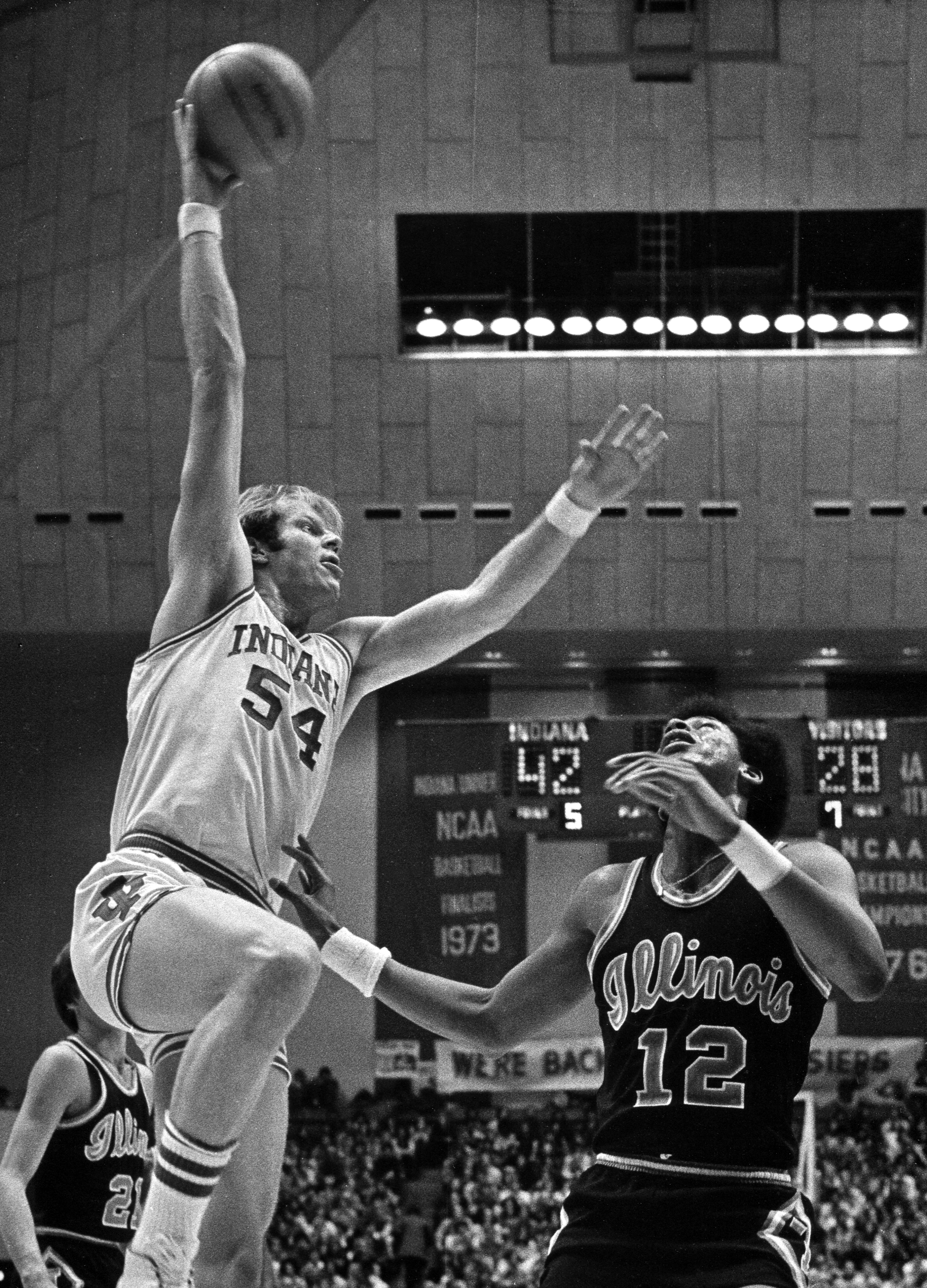
Ein Hakenwurf – eine typische Wurfart des Centers

Bis 1936 gab es laut Basketball-Regelwerk nach jedem Korberfolg einen Sprungball (Jump ball) an der Mittellinie. Um den Sprungball regelmäßig zu gewinnen, waren große, sprunggewaltige Spieler gefragt – der Beginn der Spezialisierung der Center. Doch nicht nur beim Sprungball waren große Spieler von Vorteil. Auch in der Verteidigung beim Blocken von Würfen (Shot block) oder Gegenspielern (Screen bzw. Pick), beim Pick and roll, beim Rebounding, und beim Werfen im Angriff, war Größe von Nutzen.
Die ersten dominanten Center waren knapp 1,80 m bis 1,90 m groß (womit sie kaum größer als heutige Point Guards waren). So war Ed Wachter, der als bester Center der 1910er Jahre gilt, etwa 1,85 m groß. Moose Krause, der offensivstärkste College-Center der 1930er Jahre, maß nur 1,90 m. Chris Leonard und Joe Lapchick, zwei Center der Original Celtics in den 1930er und 1940er Jahren, waren nur knapp über 1,92 m. Tarzan Cooper von den New York Renaissance war ebenso groß. Center über 2,00 m gab es zu dieser Zeit im Prinzip keine; Menschen dieser Größe galten gar als untauglich für Basketball.
Erst Anfang der 1940er Jahre setzte eine Entwicklung hin zu größeren Centern ein. So erwies sich in der Verteidigung ein großer Center von Nutzen, der einen vom Gegner geworfenen Ball kurz vor dem Korb abfangen konnte. Zu den Spielern, die dies besonders oft praktizierten gehörten George Mikan und Bob Kurland. Beide waren knapp 2,10 m groß und sind damit die beiden ersten wirklichen Centerriesen der Basketball-Geschichte. Wegen dieser beiden Spieler wurde schließlich 1944 das Goaltending verboten. Während Kurland nie in die NBA wechselte, begründete Mikan bei den Minneapolis Lakers die erste Meisterschafts-Dynastie, als er zwischen 1949 und 1954 fünf von sechs NBA-Titeln gewann.
Um die Dominanz der Center, und damit in erster Linie die Dominanz Mikans einzuschränken, verbreiterte die NBA 1951 die Zone unter dem Korb, in welcher sich ein Spieler im Angriff nur drei Sekunden aufhalten darf, von drei auf sechs Meter. Den gewünschten Effekt hatte dies allerdings nicht.
Ein weiterer Vorteil sehr großer Spieler ist es, dass sie im Angriff den Ball von oben in den Korb stopfen können, also Punkte per Dunking zu erzielen. Um dies zu ändern, schlug man vor, den Korb von 3,05 m (10 Fuß) auf 3,65 m (12 Fuß) zu erhöhen. Dieser Plan schlug bei vielen Spielern auf große Ablehnung und wurde daher wieder verworfen. In der NCAA wurde der Dunking allerdings für zehn Jahre (1967–76) verboten.
Ein guter Center blieb ein wichtiger Bestandteil einer Basketballmannschaft. In beeindruckender Weise zeigte dies Bill Russell, der zwischen 1957 und 1969 elf von 13 möglichen Meisterschaften mit den Boston Celtics gewann. Zeitgleich dominierte Wilt Chamberlain die NBA in fast allen statistischen Kategorien.
In den 1970er Jahren gehörten Kareem Abdul-Jabbar und Willis Reed zu den bestimmenden Spielern auf der Innenposition. Abdul-Jabbar perfektionierte dabei einen Wurf, der schon seit den Tagen von George Mikan erfolgreich verwendet wurde, nämlich den zu den Langarmwürfen zählenden „Hakenwurf“ („Hook shoot“). Bill Walton, ein weiterer erfolgreicher Center der 1970er Jahre, der allerdings ebenso wie Reed oft durch Verletzung ausgebremst wurde, agierte erstmals wie eine Art „zweiter Point Guard“ für seine Mannschaft, indem er durch seine Pässe Spielzüge einleitete.

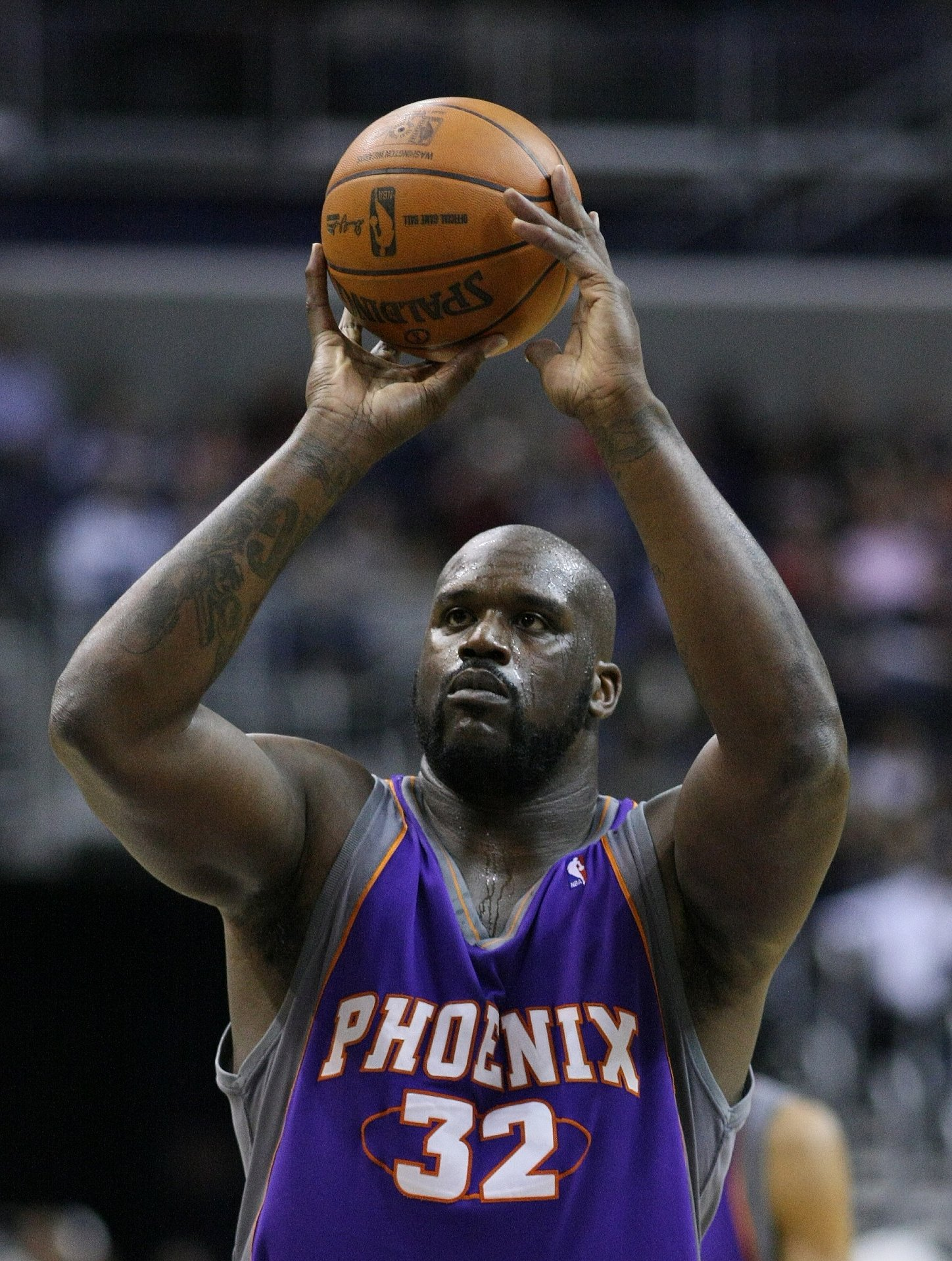
Einer der dominantesten Center seiner Zeit: Shaquille O’Neal

Ende der 1980er bis Mitte der 1990er Jahre spielten in der NBA besonders viele gute Spieler auf der Centerposition, darunter Hakeem Olajuwon, Patrick Ewing, David Robinson und Shaquille O’Neal. Der Litauer Arvydas Sabonis gehört trotz seiner Verletzungsanfälligkeit ebenfalls in diese Reihe. Die 1980er und 1990er Jahre wurden als das goldene Zeitalter der Center bezeichnet. Entsprechend der Bedeutung der Centerposition in diesen Jahren waren körperlich große und starke Spieler beim NBA-Draftverfahren begehrt. 1992 besetzten zum Beispiel mit Shaquille O’Neal und Alonzo Mourning zwei Center die ersten beiden Auswahlplätze. Die Bedeutung der Position führte dazu, dass auf der Suche nach talentierten Spielern für die Innenposition beim NBA-Draftverfahren auf den vorderen Plätzen teils Spieler vorrangig aufgrund ihrer körperlichen Ausmaße ausgewählt wurden, die die Erwartungen aber bei weitem verfehlten. Dazu gehören Spieler wie Robert Traylor, Joe Kleine oder Michael Olowokandi. Für manche NBA-Mannschaften erwies sich auch die Aussicht als verlockend, Spieler mit außergewöhnlicher Körpergröße für die Innenposition zu verpflichten. Während sich der Chinese Yao Ming, der 2002 zu den Houston Rockets wechselte, als guter Fang erwies, ehe er verletzungsbedingt aufhören musste, blieb der Erfolg vieler „Riesen“ dürftig. Shawn Bradley und der Rumäne Gheorghe Muresan zeigten zeitweise gute Leistungen, andere Spieler mit außergewöhnlicher Körpergröße wie Manute Bol und Mark Eaton spezialisierten sich auf das Wurfblocken.
Seit Ende der 1990er Jahre ging das Überangebot an großen Innenspielern aber wieder zurück. Es verblieb allein Shaquille O’Neal als bestimmender Center der späten 1990er und frühen 2000er Jahre. Der ebenfalls mehr als 2,10 Meter große Tim Duncan wurde meist als Power Forward eingesetzt. O’Neals körperliche Überlegenheit unter den Körben war teilweise so groß und seine Freiwurfschwäche so eklatant, dass gegnerische Mannschaften dazu übergingen, ihn sofort zu foulen, wenn er in Ballbesitz kam. Diese Taktik wurde als Hack-a-Shaq bekannt. Einige Mannschaften setzten auf Aufstellungen mit zwei sehr großen Spielern. Erfolgreich setzten dies zwei Mannschaften aus Texas um: Die Houston Rockets, die 1986 mit Ralph Sampson und Hakeem Olajuwon als Center-Duo ins NBA-Finale einzogen, sowie die San Antonio Spurs, die 1999 und 2003 mit Tim Duncan und David Robinson zwei Meisterschaften gewannen.
In den 2000er Jahren ging mit den Rücktritten von Robinson, Olajuwon, Ewing und später O’Neal die Bedeutung von Centern der ursprünglichen Prägung in der NBA zurück. Der chinesische Center Yao Ming, der einige Jahre zu den besten Spielern der Liga gehörte, beendete jedoch aufgrund von Verletzungen früh seine NBA-Karriere.
Die Spielweise vieler Center hat sich im internationalen Basketballgeschehen insbesondere im Laufe der 2010er Jahre verändert, die Bedeutung von Centern im herkömmlichen Sinne nahm ab, während sich ein neuer Spielertyp entwickelte. Dieser beschränkte sich nicht mehr auf die klassischen Aufgaben wie das Angriffsspiel mit dem Rücken zum Korb, das Spiel in unmittelbarer Korbnähe, das Sichern von abprallenden Bällen sowie das Wurfblocken. Center erweiterten ihre Spielweise um Angriffstechniken mit dem Gesicht zum Korb wie Würfe aus der Mittel- und Ferndistanz. Zusehends wurden Spieler eingesetzt, die ungeachtet einer Körpergröße von teils mehr als 2,10 Metern über eine gute Ballbeherrschung verfügen. Dazu gehören Spieler wie Marc Gasol, Nikola Jokić, Brook Lopez, Joel Embiid, DeMarcus Cousins und Karl-Anthony Towns. Die Bedeutung der ursprünglichen Positionsfestlegung nahm ab. Körperlich große Innenspieler der 2010er und frühen 2020er Jahre wie DeAndre Jordan, Dwight Howard, Hassan Whiteside oder Rudy Gobert gelten im Angriff als in ihren Techniken beschränkt und bei weitem nicht so talentiert wie die vorherigen Generationen, spielen aber dank ihrer guten Verteidigung eine wichtige Rolle.